# Чернотичи
Черно́тичи (укр. Чорнотичі) — село в Сосницком районе Черниговской области Украины. Население 700 человек. Занимает площадь 4,16 км².
Код КОАТУУ: 7424988001. Почтовый индекс: 16121. Телефонный код: +380 4655.

## История
В ХІХ столетии село Чернотичи было в составе Волынской волости Сосницкого уезда Черниговской губернии. В селе была Димитриевская, Покровская, и Успенская церковь.
Священнослужители Покровской церкви:
- 1780 — священник Николай Федорович Бутович и дьячок Лазарь Гордеевский

Священнослужители Димитриевской церкви:
- 1780 — священник Федор Григорьевич Ставиский
- 1804 — священник Василий Петровский В нынешнем Чернотицком храме есть требник к. п. 1646 г. с надписью: «за стараньем Петра Демидовича, сотника волинскаго, куплена за гроши церковные братства Спаскаго, за 10 талеров, в Киеве, року 1701; надана на церковь новую успения пресв. Богородицы чернотицкую». По этой надписи в Чернотичах в 1701 г. уже два храма — Спасский с братством казаков и Успенский. Икона успения Богоматери, по надписи, пожертвована в 1702 г. Данилом Федоровичем и женою его Евфросиниею Олешковною. По универсалу Скоропадского 1709 г. пан Иван Андреевич Дорошенко (сын известного по истории Андрея Дорошенка) впоследствии славный Заднепровский Гетьман, владелец села Чернотич и с. Козляничей, в следствие универсалов, данных прежними гетманами. Отселе понятно, что в Чернотичах были кроме казаков владельческие поселенцы и что второй храм, успенский, собственно назначен для них. В последующее время были здесь также два храма, один Димитриевский, а другой Покровский; по переписи 1767 г. при том и другом школа. В 1817 г. Димитриевский храм перестроен на иждивение екатеринославского архиеп. Платона Любарского (+ 1811 г.). В нем три престола: главный — во имя свят. Димитрия ростовского, южный — в честь покрова Богоматери, а северный — во имя Платона и Романа. Преосвящ. Платоном прислан храму серебр. крест с мощами разных святых, в том числе святителей казанских Гурия и Варсанофия, мучениц Марины и Александры, с надписью: сооружен коштом Платона Любарскаго, архимандрита Спасо-Казанскаго". Здесь же другой серебреный крест с мощами разных святых, ап. Иакова, Иоанна Златоуста, Феодора стратилата, муч. Никиты, преп. Феодоры Алекс., препод. Василия и Феодора печерских. Доход с давней церковной земли 7 дес. обращается в пользу храма. По переписи 1767 г. она досталась «от козака того ж села Чернотич Кириенка за долги». По ведомости 1732 г. в Чернотичах 98 казаков. Число прихожан: в 1770 г. 801 м. 790 ж.; в 1790 г. 846 м. 826 ж.; в 1810 г. 875 м. 860 ж.; в 1830 г. 898 м. 883 ж.; в 1850 г. 939 м. 960 ж.; в 1860 г. 998 м. 1008 ж. Земли чернотичские — чернозем, давший свое имя и поселению; это лучшие земли в крае. Потому хлебопашество щедро награждает здесь за труд.